# 奧普斯特蘭
奧普斯特蘭（荷蘭語：Opsterland）是荷蘭的一個市镇和城市，位於荷蘭北部，在行政區劃上屬於弗里斯兰省。

## 外部連結
- 维基共享资源上的相關多媒體資源：奧普斯特蘭
- Official website （页面存档备份，存于）